# Passpartù
Passpartù fue el sexto disco de estudio de la banda italiana de rock progresivo Premiata Forneria Marconi editado en 1978.

## Lista de canciones
1. "Viene Il Santo" (4:34)
2. "Svita La Vita" (3:25)
3. "Se Fossi Cosa" (4:40)
4. "Le Trame Blu" (4:53)
5. "Passpartú" (4:52)
6. "I Cavalieri Del Tavolo Cubico" (5:21)
7. "Su Una mosca E Sui Dolci" (4:52)
8. "Fantalita" (4:10)

## Músicos
Premiata Forneria Marconi
- George Aghedo: Conga.
- Roberto Colombo: Sintetizador.
- Franz DiCioccio: Batería, timbales, triángulo, voces.
- Franco Mussida: Guitarra acústica, guitarra eléctrica.
- Patrick Djivas: Bajo.
- Flavio Premoli: Teclados, voces.
- Bernardo Lanzetti: guitarra de acompañamiento, voz líder.

- Datos: Q3897462